# NGC 3109
NGC 3109 je magellanska spiralna galaksija u zviježđu Vodenoj zmiji. Galaksiju je otkrio John Herschel 24. ožujka 1835., dok je bio u Južnoj Africi. Smatra se da ima interakcije s patuljkom Zračna pumpa. Udaljena je 4.338 milijuna svjetlosnih godina od Zemlje.

## Lokacija
NGC 3109 se nalazi u zviježđu Vodenoj zmiji. Udaljenost između NGC 3109 i nas jest 4.338 milijuna svjetlosnih godina. Smatra se galaktikom Mjesne skupine, što većina istraživanja tvrdi, iako neka istraživanja to dovode u pitanje zbog brzine udaljavanja. Trenutačno se smatra dijelom Mjesne skupine, a nalazi se dovoljno daleko od glavnih članova (Messier 31 i Mliječni Put) da oni ne utječu na njega. Zajedno s još tri galaksije grupira se u malo grupiranje Grupa Zračna pumpa-Sekstant, za koju se smatra da je dio Mjesne skupine, a možda i nije.

## Fizičke karakteristike
NGC 3109 nekada se klasificirao kao nepravilna galaksija, ali sada se kvalificira kao Magellanska spiralna galaksija, a postoji velika mogućnost da je spiralna. Ukoliko je, bila bi najmanja spiralna galaktika u Mjesnoj skupini. Masa NGC 3109 iznosi 2.3 x 109, od čega oko otprilike 20% čini neutralni vodik. Upravo je pomoću neutralnog vodika utvrđeno da je disk NGC 3109 iskrivljen. To je ranije primijećeno kod Messier 31, a od 2019. zna se da je takav i Mliječni Put. Smatra se da je disk NGC 3109 iskrivljen zbog interakcija s malom galaksijom patuljkom Zračna pumpa.
NGC 3109, temeljeno na spetroskopiji plavih superdivova, sadrži zvijezde siromašne metalom. Te zvijezde su među najsiromašnijima metalom u cijeloj Mjesnoj skupini. Slično siromaštvo metalom primijećeno je i u Malom Magellanovom oblaku, koji je po građi i strukturi sličan NGC 3109.

## Vanjske poveznice
- SEDS: NGC 3109